# Pongangan
Pongangan is een bestuurslaag in het regentschap Gresik van de provincie Oost-Java, Indonesië. Pongangan telt 8686 inwoners (volkstelling 2010).